# Llau del Grau
La llau del Grau és una llau del terme de Conca de Dalt, al Pallars Jussà, dins de l'antic terme d'Hortoneda de la Conca, en l'àmbit del poble d'Hortoneda, prop de Segan.
S'origina a l'extrem de llevant de l'Obaga de la Cogulla, des d'on davalla cap a l'oest, i al cap d'uns 600 metres de recorregut s'ajunta amb la llau de la Castellana per tal de formar entre totes dues la llau del Graller.